# Chave de impacto

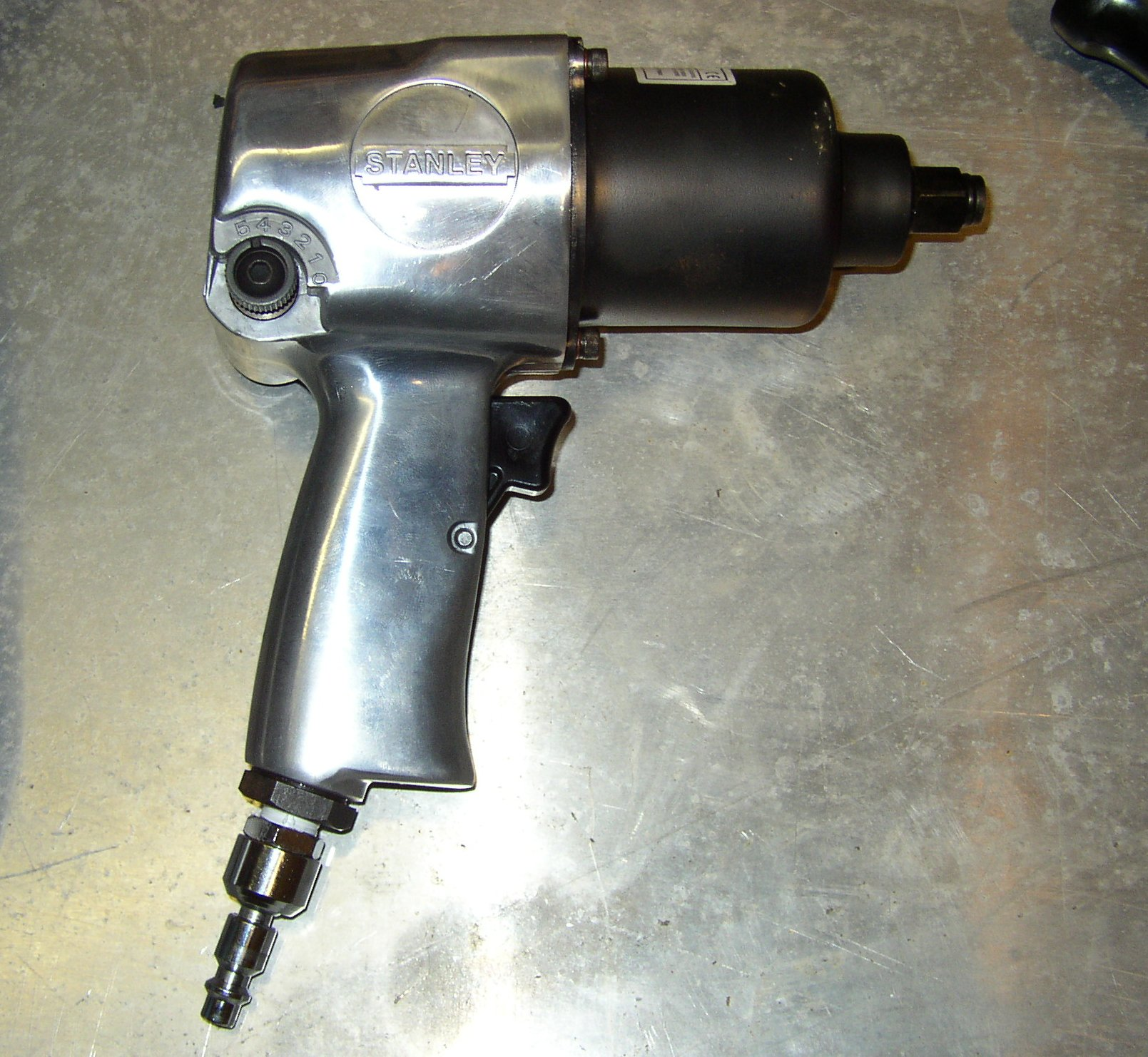
Exemplo de chave de impacto pneumática.

A Chave de Impacto é uma ferramenta geralmente utilizada para apertar e soltar porcas de segurança ou parafusos. Este tipo de ferramenta é desenvolvida especialmente para proporcionar a máxima transmissão da energia de impacto para a porca sendo muito útil para a manipulação de parafusos oxidados, entre outras utilizações.
Pode ser encontrada para uso manual (onde se bate na parte traseira da ferramenta para obter a tração do impacto) ou movimentada por motores elétricos ou pneumáticos.
No Brasil a forma mais comum é a tracionada por motor pneumático de palhetas.
1. ↑  «Best impact driver reviews for the money 2016». Best Impact Driver Reviews 2016 (em inglês). Consultado em 12 de abril de 2016